# Luboš Urban
Luboš Urban (* 19. November 1957 in Jihlava) ist ein tschechischer Fußballspieler und aktueller Fußballtrainer.

## Spielerkarriere
Urban spielte in seiner Jugend für Spartak Jihlava. Mit 18 Jahren wechselte er nach Prag zu Xaverov Horní Počernice. 1978 ging Urban zu LIAZ Jablonec, 1982 zu Dukla Prag. Für Dukla absolvierte der Mittelfeldspieler 90 Erstligaspiele, in denen er 18 Tore schoss. 1988 wechselte Urban zum Ligakonkurrenten Škoda Pilsen, kam dort aber lediglich auf sechs Einsätze. In der Saison 1989/90 spielte er beim SC Xaverov Horní Počernice.
Im Sommer 1990 wechselte Urban zum französischen Klub US Ivry. Nach vier Jahren kehrte er nach Tschechien zurück und schloss sich dem damaligen Zweitligisten Spolana Neratovice an. Seine Karriere ließ Urban dann neun Jahre lang mit sporadischen Einsätzen beim Amateurverein SK Černolice ausklingen.

## Trainerkarriere
Schon in Ivry-sur-Seine arbeitete Urban als Juniorentrainer. Von 1994 bis 1998 war er Trainer bei Spolana Neratovice, in der ersten Saison noch als Spielertrainer. Von 1998 bis 2000 coachte er in der 2. Liga seinen ehemaligen Klub Xaverov. In der Saison 2000/01 war Urban Coach von Viktoria Pilsen, wurde allerdings schon nach elf Spielen wegen Erfolglosigkeit entlassen.
Ab November 2000 trainierte er den damaligen Zweitligisten FC MUS Most. Fünf Spieltag vor Saisonende 2001/02 wurde er durch Miroslav Janů ersetzt. Von 2002 bis 2003 arbeitete Urban bei Sparta Krč, anschließend zwei Jahre für den Prager Amateurverein FC Dragoun Břevnov. Im Sommer 2005 wechselte Urban zum FC Střížkov, der sich gerade in Bohemians Prag umbenannt hatte. Mit dem Klub gelang ihm der Durchmarsch aus der dritten in die 1. Liga. Im Sommer 2009 wechselte Urban zum FC Vysočina Jihlava. In der Winterpause 2011 half Urban beim FC Graffin Vlašim aus, allerdings ohne einen Anschlussvertrag zu erhalten. Ivan Hornik, neuer Chef bei Drittligist FK Chomutov, der viel vor hat, hat Trainer Urban einen Vertrag gegeben und will mit ihm möglichst bis in die Gambrinus Liga aufsteigen.